# اندیس مرمریت ۳۴۰۲
مرمریت ۳۴۰۲ یک اندیس مصالح ساختمانی است که در حوالی شهر ده بید استان فارس قرار دارد و مادهٔ معدنی موجود در آن، مرمریت است.سنگ میزبان این اندیس سنگ آهک است و دیرینگی آن به دوران پالئوژن می‌رسد.